# Mondays at Racine
Mondays at Racine é um documentário americano de 2012 dirigido por Cynthia Wade, que conta a história de duas irmãs que abrem o salão em Long Island toda terceira segunda-feira do mês para mulheres diagnosticadas com câncer. Como reconhecimento, foi nomeado ao Oscar 2013 na categoria de Melhor Documentário em Curta-metragem.